# Marc Ryan
Pour les articles homonymes, voir Ryan.
Marc Ryan, né le 14 octobre 1982 à Timaru, est un coureur cycliste néozélandais. Spécialiste de la poursuite sur piste, il a remporté la médaille de bronze de la poursuite par équipes aux Jeux olympiques de 2008 à Pékin avec Sam Bewley, Hayden Roulston et Jesse Sergent. Il devient champion du monde de poursuite par équipes en 2015, sans prendre part à la finale.

## Biographie
Sur piste, Marc Ryan obtient ses principaux succès en poursuite par équipes. Avec l'équipe de Nouvelle-Zélande, il remporte sa première manche de Coupe du monde en 2003 à Sydney. En 2005, il gagne à nouveau la poursuite par équipes lors de la manche de Manchester et des championnats d'Océanie. Un an plus tard, il prend la médaille de bronze aux Jeux du Commonwealth.
En 2009 et 2011, il réitère son succès avec le quatuor néozélandais aux championnats d'Océanie de poursuite par équipes. Lors des Championnats du monde sur piste 2009 et 2012, il termine à la troisième place de la poursuite par équipes avec ses coéquipiers. 
Aux mondiaux 2014, Marc Ryan obtient deux nouvelles médailles de bronze, en poursuite par équipes et en poursuite individuelle. Il s'agit de sa première médaille individuelle. L'année suivante, à Saint-Quentin-en-Yvelines, il devient champion du monde de poursuite par équipes, avec Alex Frame, Dylan Kennett, Pieter Bulling et Regan Gough.
Il a également participé à trois éditions des Jeux olympiques, entre 2004 et 2012. Il obtient deux médailles de bronze en poursuite par équipes en 2008 et 2012.
Sur route, il remporte une étape du Tour de Southland en 2005. Un an plus tard, il est champion de Nouvelle-Zélande du contre-la-montre et du critérium. En 2007, il gagne une étape au Tour de Wellington et du Tour of Southland, qu'il termine à la deuxième place.
En avril 2016, il annonce qu'il met un terme à sa carrière de cycliste professionnel.

## Palmarès sur piste

### Jeux olympiques
- Pékin 2008
  -  Médaillé de bronze de la poursuite par équipes (avec Sam Bewley, Hayden Roulston et Jesse Sergent)
- Londres 2012
  -  Médaillé de bronze de la poursuite par équipes

### Championnats du monde
- Pruszkow 2009
  -  Médaillé de bronze de la poursuite par équipes
- Apeldoorn 2011
  - 4e de la poursuite par équipes
- Melbourne 2012
  -  Médaillé de bronze de la poursuite par équipes
  - 11e de l'américaine
- Cali 2014
  -  Médaillé de bronze de la poursuite par équipes
  -  Médaillé de bronze de la poursuite individuelle
- Saint-Quentin-en-Yvelines 2015
  -  Champion du monde de poursuite par équipes (avec Alex Frame, Dylan Kennett, Pieter Bulling et Regan Gough)

### Coupe du monde
- 2003
  - 1er de la poursuite par équipes à Sydney (avec Heath Blackgrove, Hayden Godfrey et Lee Vertongen)
- 2004-2005
  - 1er de la poursuite par équipes à Sydney (avec Jason Allen, Hayden Godfrey et Gregory Henderson)
  - 2e de la poursuite par équipes à Los Angeles
- 2005-2006
  - 1er de la poursuite par équipes à Manchester (avec Jason Allen, Hayden Godfrey et Timothy Gudsell)
- 2007-2008
  - 2e de la poursuite par équipes à Sydney
  - 2e de la poursuite par équipes à Pékin
- 2008-2009
  - 2e de la poursuite par équipes à Pékin
- 2009-2010
  - 1er de l'américaine à Melbourne (avec Thomas Scully)
  - 3e de la poursuite par équipes à Melbourne
- 2010-2011
  - 1er de la poursuite par équipes à Cali (avec Westley Gough, Sam Bewley et Jesse Sergent)
  - 2e de la poursuite par équipes à Manchester
  - 3e de la poursuite à Manchester
- 2011-2012
  - 1er de la poursuite par équipes à Cali (avec Aaron Gate, Sam Bewley et Jesse Sergent)

### Jeux du Commonwealth
- Melbourne 2006
  -  Médaillé de bronze de la poursuite par équipes
- New Delhi 2010
  -  Médaillé d'argent de la poursuite par équipes
- Glasgow 2014
  -  Médaillé de bronze de la poursuite
  -  Médaillé de bronze de la poursuite par équipes

### Championnats d'Océanie
| Édition / Épreuve | Poursuite individuelle | Poursuite par équipes                                 | Course aux points | Américaine |
| 2003              | Bronze                 | Argent                                                |                   |            |
| 2005              | Argent                 | Or (avec Tim Gudsell, Jason Allen et Peter Latham)    | Argent            |            |
| 2007              | Bronze                 | Bronze                                                |                   |            |
| 2009              |                        | Or (avec Sam Bewley, Westley Gough et Peter Latham)   | Argent            |            |
| 2011              |                        | Or (avec Sam Bewley, Aaron Gate et Jesse Sergent)     |                   |            |
| 2013              | Or                     | Or (avec Pieter Bulling, Aaron Gate et Dylan Kennett) |                   | Bronze     |
| 2014              |                        | Argent                                                |                   |            |

### Jeux océaniens
- 2005
  -  Médaillé d'or de la poursuite par équipes (avec Timothy Gudsell, Jason Allen et Peter Latham)
  -  Médaillé d'argent de la poursuite
  -  Médaillé d'argent de la course aux points

### Championnats nationaux
- Champion de Nouvelle-Zélande de la poursuite par équipes : 2006, 2013
- Champion de Nouvelle-Zélande de l'américaine : 2006 (avec Timothy Gudsell)

## Palmarès sur route

### Par années
| - 2002 - 2e du championnat de Nouvelle-Zélande du contre-la-montre espoirs - 2004 - 2e du championnat de Nouvelle-Zélande du contre-la-montre espoirs - 2005 - 3e étape du Tour de Southland - 2006 - Champion de Nouvelle-Zélande du contre-la-montre - Champion de Nouvelle-Zélande du critérium - 2007 - 1re étape du Tour de Wellington (contre-la-montre par équipes) - 3ea étape du Tour de Southland - 2e du Tour de Southland - 2008 - 1re étape des Benchmark Homes Series - 1re étape du Tour de Southland (contre-la-montre par équipes) - 2e du championnat de Nouvelle-Zélande du critérium - 2009 - 1re étape du Tour de Southland (contre-la-montre par équipes) | - 2010 - 3e du championnat de Nouvelle-Zélande du contre-la-montre - 2011 - Gore to Invercargill Classic - Twizel to Timaru Classic - Prologue du Tour de Southland (contre-la-montre par équipes) - 2013 - 6e étape des Benchmark Homes Series - 2014 - Twizel to Timaru Classic - 2015 - 3e et 4e étapes du Timaru Two Day Tour - Twizel to Timaru Classic - 2e du Timaru Two Day Tour - 2016 - Twizel to Timaru Classic |  |

## Classements mondiaux
| Année            | 2006 | 2007 | 2008 | 2009 | 2010 | 2011 | 2012   |
| ---------------- | ---- | ---- | ---- | ---- | ---- | ---- | ------ |
| UCI Europe Tour  |      |      |      |      |      | 999e | 1 031e |
| UCI Oceania Tour | 63e  | 70e  | 6e   | 68e  | 20e  |      |        |